# The Perfect Element, part I
The Perfect Element, part I – trzeci studyjny album Pain of Salvation. Jest to zarazem album koncepcyjny rozpoczynający 3-płytową fabułę. Pierwsza część owej trylogii opowiada głównie o wydarzeniach z dzieciństwa i okresu dorastania bohatera.
The Perfect Element, part II zostało wydane pod nazwą Scarsick.

## Fabuła
The Perfect Element, part I skupia się na problemach które towarzyszą podczas przechodzenia z dzieciństwa do dojrzałości. Niektórymi problemami poruszonymi w tekstach utworów są:
- Przemoc wobec dzieci
- Seksualność
- Tragedia
- Problemy z narkotykami
- Miłość
- Ból
- Gniew
- Strata (niewinności, innej osoby i innych)
- Wstyd
- Żal
- Wewnętrzne rozterki

Wszystkie te tematy są poruszane w odniesieniu do dwóch bohaterów ("he" (on) i "she" (ona)) którzy (tak jak można wywnioskować z utworu "Ashes") po zmierzeniu się ze swoją przeszłością (W "Used" została opisana przeszłość "he", a w "In the Flesh" "she"). Po tym wstępie fabuła skupia się na przeżyciach i uczuciach bohaterów po utworze "Ashes".

## Lista utworów
Opracowano na podstawie materiału źródłowego.
Chapter I: "As these two desolate worlds collide"
1. "Used" - 5:23
2. "In the Flesh" - 8:36
3. "Ashes" - 4:28
4. "Morning on Earth" - 4:34
Chapter II: "It all catches up on you when you slow down"
5. "Idioglossia" - 8:29
6. "Her Voices" – 7:56
7. "Dedication" – 4:00
8. "King of Loss" – 9:46
Chapter III: "Far beyond the point of no return"
9. "Reconciliation" – 4:24
10. "Song for the Innocent" – 3:02
11. "Falling" – 1:50
12. "The Perfect Element" – 10:09
13. "Epilogue" (Bonus) – 3:14
| Ashes (singel) |
| --- |
| 1. "Ashes (radio edit)" - 04:00 2. "Used" - 05:25 3. "The Big Machine" - 04:23 4. "Ashes (album version)" - 04:28 |

## Twórcy
Opracowano na podstawie materiału źródłowego.
- Daniel Gildenlöw – wokal prowadząc, gitara, produkcja, miksowanie, mastering
- Fredrik Hermansson – keyboard, sample
- Johan Hallgren – gitara, wokal, miksowanie
- Johan Langell – perkusja, wokal, miksowanie, mastering
- Kristoffer Gildenlöw – gitara basowa, wokal